# Stefan Serednicki

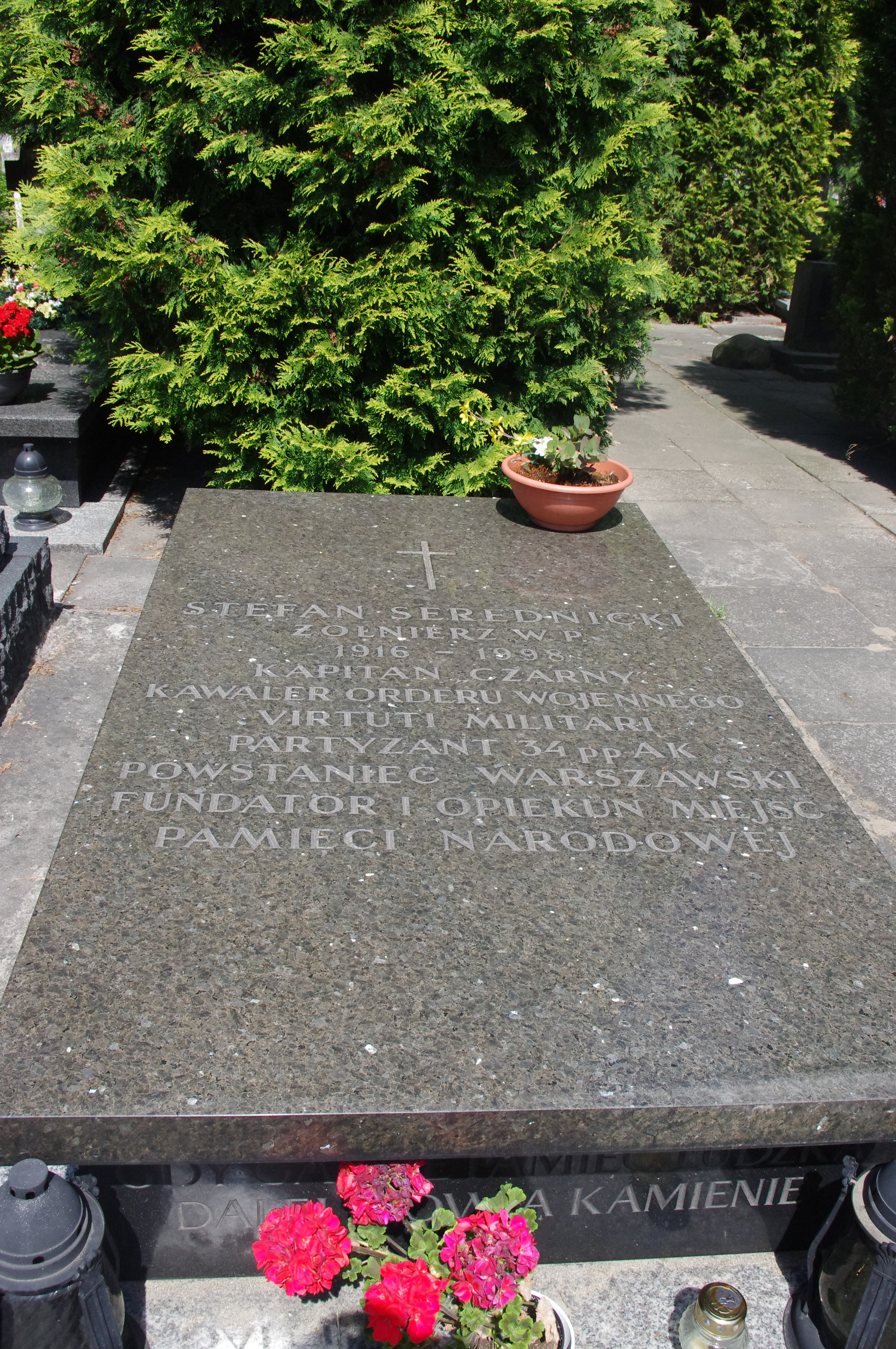
Grób Stefana Serednickiego na Cmentarzu Wojskowym na Powązkach

Stefan Serednicki (ur. 23 maja 1916 w Sokalach, zm. 10 sierpnia 1998 w Warszawie) – plutonowy podchorąży Armii Krajowej, kawaler Orderu Virtuti Militari, żołnierz 36 pułku piechoty Armii Krajowej, powstaniec warszawski.

## Życiorys
Początkowo służył w I Obwodzie „Radwan” (Śródmieście) Warszawskiego Okręgu Armii Krajowej następnie w Rejonie „Litwin” (następnie odcinek „Sarna”) w ramach Korpusu Bezpieczeństwa w batalionie szturmowym KB „Sokół”. Brał udział w powstaniu warszawskim. Po jego upadku wyszedł wraz z ludnością cywilną. Został pochowany na Cmentarzu Wojskowym na Powązkach kwatera B28, rząd 1, grób 25.